# ゲイリー・グリッター
ゲイリー・グリッター（Gary Glitter、1944年5月8日 - ）は、イギリスの元グラムロック歌手、性犯罪者（児童性的虐待）。本名はポール・フランシス・ガッド（Paul Francis Gadd）。

## 経歴
16歳で歌手としてデビューを果たし、Paul Russell、Paul Raven、Rubber Bucketなど芸名を何度も変更しながら活動していたが、ブレークの機会に恵まれず長い下積み時代を続ける。1961年には一時音楽活動から引退し、当時人気を博していたテレビ番組・レディ・ステディ・ゴーの収録前説の仕事に就く。
番組の前説を担当しながらエンタテイナーの技能を地道に磨く日々を送りつつ、長年に渡り出演者たちを観察した結果、「実のところ彼らは派手なだけで自分の才能に比べて大した事ない連中ばかりじゃないか？」と考えるようになる。
そして1972年にグラムロック・ムーブメントの中で新バンドを結成し、新しいキャラクターとしてゲイリー・グリッターを思い付く（その他にTerry Tinsel、Vicky Vomitなど別のキャラクター候補案も存在した）。間も無くして制作したシングル「ロックン・ロール」はT・レックス と双璧を成すブギー路線のグラムロックの代表曲として大ヒットする。
他のグラムロック・アーティスト達よりも一回りほど年上であるものの、敢えてその加齢に伴う体型の崩れを隠さない戦略を採った。加えて、若い世代のグラムロック・アーティストを遥かに超越する綺羅びやかな衣装、大袈裟なほど厚底のロンドン・ブーツ、パーマのかかった派手なリーゼント・ヘア、それに目をひん剥いて鋭く眉をつり上げながらのステージングなどのコミカルなスタイルで絶大な人気を博した。

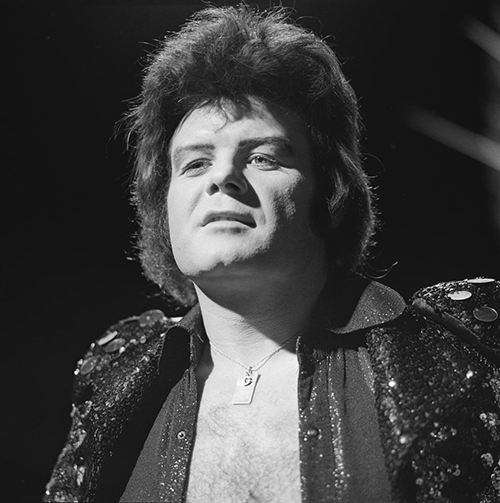
オランダの音楽番組TopPop出演中のグリッター、1973年

70年代と90年代に自己破産を経験しているものの、所属レーベルに依存せず自らレーベル事業を開業し、時代ごとの新しいアプローチによる新曲発表や過去のヒット曲のリバイバル等で、経済的には何度も復活を果たす。
また、グリッターが逮捕等で自由を束縛されていた期間に本人抜きの状態で敢行したグリッター名義のバックバンドのみによるツアーすら大盛況で終えるほど、グリッター及び彼の楽曲が持つ影響力とファンからの支持はイギリス国内および周辺の欧州各国で絶大だった。

## 性犯罪

### 児童ポルノの閲覧
1997年、グリッターがパソコンの修理を依頼したところ、ハードディスクの中から4000以上もの児童ポルノが収められているのを作業員が発見し当局に通報、逮捕された。グリッターは裁判で有罪を認め、禁錮4か月の実刑判決を言い渡された。さらに、刑期後7年間性犯罪者登録簿に載せられ、警察機関の監視下に置かれる措置も受けた。
この有罪判決によって、事実上グリッターはキャリアに幕を下ろすこととなった。
また別途、1970年代後半に交際関係にあった当時14歳の少女と性行為を重ねていた咎については無罪判決を勝ち取る。

### カンボジア・ベトナムにて児童性的虐待
刑期を終えて出所したグリッターは、まだ有効状態のままだったパスポートを手にヨットに乗ってイギリスを出国。スペインにてしばらく偽名で洋上生活し、港付近のバーに出没したりサーフィンを楽しむ暮らしを営むが正体が周囲に察知されると早々に旅立つ。次はキューバにヨットにて移動し洋上生活、その後にコロンビアでの洋上生活を短期間に展開した後に、カンボジアに渡りアパート生活を始める。しかし、カンボジアでも少女に対して児童買春を働いたとして2002年に国外退去処分を受け、その後移住したベトナムにおいても2006年に南部のバリア･ブンタウにて児童性的虐待で有罪判決を受ける。
本来なら最高で終身刑の可能性もある重罪ながら、刑期満了後の英国強制送還と被害者に多額の賠償金を支払うという条件付きで懲役3年を言い渡される。刑期満了後、両国の当局による厳重な監視の下で強制送還措置に基づく帰国の途につくが経由地であるタイ・バンコックのスワンナプーム空港内で体調不良を訴え数日間籠城。タイへの亡命申請を求めるも受諾すらされず、英国当局による身柄確保の末に無事に英国に帰国。

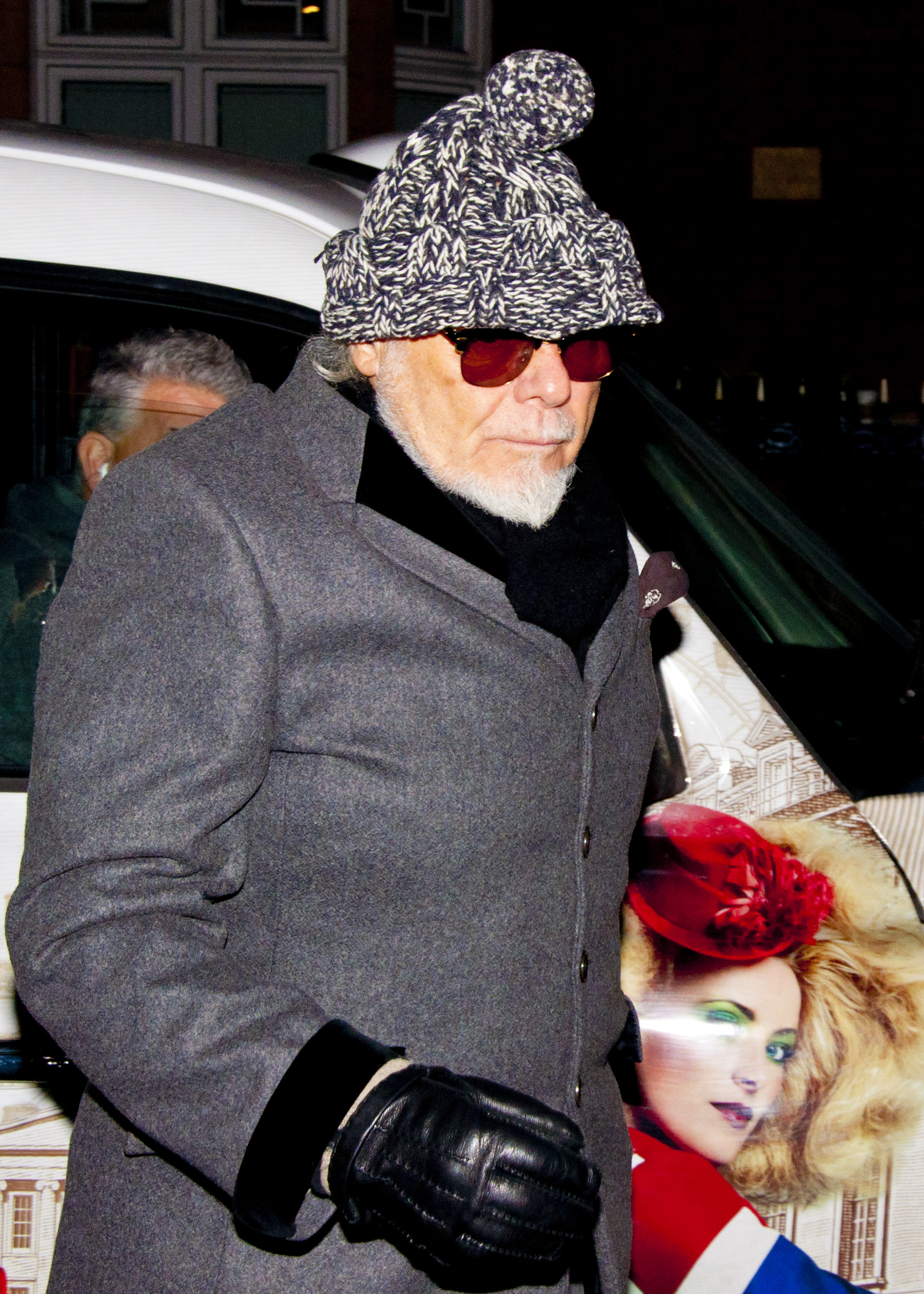
2012年撮影のグリッター

### 過去の性的虐待により逮捕
イギリス帰国と同時に性犯罪者として終身登録され、加えて以降の海外渡航は警察機関からの許可なくして不可能となった。
2012年、司会者のジミー・サヴィルが未成年の男女に性的虐待を繰り返していたとして死後に告発された際、国家規模の捜査「ユーツリー作戦」がイギリス警察全体の威信に掛けて展開される。その捜査にてグリッターがスターとしての地位を利用し、サヴィルと同じ時代にBBC局の楽屋内で多数の少女に性的暴行していたという事実が新たに発覚し、同年10月に逮捕。
逮捕後、保釈金支払いの下で一度は自由の身になるも、2015年の裁判において強姦未遂、1975年から1980年の期間に及ぶ未成年少女との淫行、及びその他の強制わいせつ行為で有罪となり、懲役16年が言い渡される。
この判決により、BBCはグリッター出演の番組映像の一切を封印することとなり、膨大な量に及ぶ貴重な過去の音楽番組の再放送やソフト化は絶望的となった。
判決後、性犯罪者専用の刑務所（HM Prison The Verne）に移送され、そこで収監生活を送る。

### 仮釈放されるも再収監
2023年2月3日、刑期の半分である8年の服役を経て、仮釈放を認められる。行政機関と警察機関からの厳しい監視下に置かれ、GPS装置の常時装着などの厳しい制約付きという条件での釈放であった。
しかし翌月の2023年3月13日、その条件にグリッターが違反した事実（禁止されていた不法サイトへのアクセス）が発覚。直ちに当局による身柄拘束がなされて再度の刑務所収監となり、現在も服役中である。

### 3度目の自己破産宣告
2024年6月11日、英国高裁はグリッターに対し当時12歳だった被害者女性に対する過去の性加害の賠償金として£508,000（日本円換算で約1億1千万円）の支払いを命じる判決を下した。2025年3月、この支払いを完済することが出来ずグリッターは再び自己破産宣告を受ける。
その後に再度の保釈申請を行うも、今も本人に継続する性加害行動の危険性と有害性を理由に2025年6月17日付で却下される。

## ディスコグラフィ

### スタジオ・アルバム
- 『グリッター』 - Glitter (1972年)
- 『タッチ・ミー』 - Touch Me (1973年)
- 『G.G.』 - G. G. (1975年)
- 『シルヴァー・スター』 - Silver Star (1977年)
- Boys Will Be Boys (1984年)
- Leader II (1991年)
- On (2001年)

## 書籍
- Glitter, Gary with Lloyd Bradley (1991), Leader: The Autobiography of Gary Glitter, Ebury Press, ISBN 0-85223-977-7
- Anon. (1976), Garry Glitter Annual 1976, Jarrold & Sons, ISBN 978-0-72350-341-5
- Anon. (1975), Garry Glitter Annual 1975, World Distributors Ltd., ISBN 978-0-7235-0284-5